# یوکی ناگازاتو
یوکی ناگازاتو (انگلیسی: Yūki Nagasato؛ زادهٔ ۱۵ ژوئیهٔ ۱۹۸۷) بازیکن فوتبال اهل ژاپن است.
از باشگاه‌هایی که در آن بازی کرده‌است می‌توان به اف. اف. سی توربین پوتسدام، باشگاه فوتبال وولفسبورگ، باشگاه فوتبال بانوان چلسی، اف. اف. سی فرانکفورت و باشگاه فوتبال چلسی اشاره کرد.
وی همچنین در تیم ملی فوتبال زنان ژاپن بازی کرده است.
وی در مسابقات کشوری و بین‌المللی در مجموع برندهٔ ۱ مدال نقره شده‌است.